# Sevenich (Beltheim)
Sevenich ist ein Ortsbezirk der Ortsgemeinde Beltheim und liegt inmitten der Mittelgebirgslandschaft des Hunsrück in der Verbandsgemeinde Kastellaun im Rhein-Hunsrück-Kreis, Rheinland-Pfalz.

## Geographie
Das Dorf Sevenich liegt etwas abseits am Waldrand, nördlich von Frankweiler und oberhalb des Baybaches. Zu Sevenich gehört auch der Wohnplatz Buchenhof. Der Ort liegt im Landschaftsschutzgebiet „Moselgebiet von Schweich bis Koblenz“.

## Geschichte
Der Ort gehörte ursprünglich zur Grafschaft Sponheim. Von den Sponheimern war er als besonderes Lehen an die Ritter von Waldeck auf der Burg Waldeck ausgegeben. Das Lehen wurde anscheinend jeweils an den sponheimischen Marschall verliehen. 1521 gelangte Sevenich an die Waldbott von Bassenheim, die in der Folgezeit eine weitgehende Eigenständigkeit erreichten. Um 1600 erbauten die Waldbott von Bassenheim ein Schloss in Sevenich. Im 19. Jahrhundert wurde es vollständig abgebrochen. Heute ist bis auf ein paar Bodenerhebungen nichts mehr von dem Schloss zu sehen.
Am 17. März 1974 wurde Sevenich in die Ortsgemeinde Beltheim eingegliedert.

## Politik
Politisch wird der Ortsbezirk Sevenich vom Ortsbürgermeister und dem Ortsgemeinderat Beltheim vertreten, verfügt aber auch über einen eigenen Ortsbeirat und einen Ortsvorsteher.

### Ortsbeirat
Der Ortsbeirat besteht aus fünf Ortsbeiratsmitgliedern. Bei der Kommunalwahl am 9. Juni 2024 wurden die Beiratsmitglieder in einer Mehrheitswahl gewählt.

### Ortsvorsteher
Marcus Becker wurde am 20. Januar 2022 durch Wahl im Ortsbeirat Ortsvorsteher von Sevenich. Da bei der Direktwahl am 9. Juni 2024 kein Wahlvorschlag eingereicht wurde, oblag die Neuwahl dem neuen Rat. Bei seiner konstituierenden Sitzung am 8. Juli 2024 wurde Marcus Becker für weitere fünf Jahre zum Ortsvorsteher gewählt.
Beckers Vorgängerin Gaby Kirschhöfer wurde zuletzt bei der Kommunalwahl am 26. Mai 2019 mit einem Stimmenanteil von 55,36 % in ihrem Amt bestätigt. Im Herbst 2021 kündigte sie an, ihr Amt vorzeitig niederlegen und nur noch bis zur Wahl eines Nachfolgers auszuüben.

## Pfarrkirche St. Nikolaus
Die katholische Pfarrkirche St. Nikolaus wurde 1723–25 als barocker Bruchsteinsaal von den Waldbott von Bassenheim erbaut. Anstelle eines Hahns ziert ein Schwan als Symbol der Waldbott den Kirchturm. Neben mehreren Ausstattungsgegenständen aus der Bauzeit befinden sich im Inneren der Kirche ein romanisches Taufbecken aus dem 12. Jahrhundert sowie eine Pietà aus dem frühen 15. Jahrhundert.
Die mechanische Vleugels-Orgel aus dem Jahr 2002 verfügt über acht Register auf einem Manual und Pedal.

## Vereine
An Vereinen ist vor allem der 1918 gegründete Musikverein bedeutend. Daneben existieren der Möhnenverein, der Landfrauenverein sowie der Kulturverein Chapitol.